# Abrial A-3 Oricou
De A-3 Oricou (Frans voor Afrikaanse adelaar) was een klein Frans toervliegtuigje, ontworpen door Georges Abrial in 1927. Het had plaats voor één passagier en één piloot en werd aangedreven door een 30 kW (40 pk) motor. 

## Specificaties
- Bemanning: 1 piloot
- Capaciteit: 1 passagier
- Lengte:
- Spanwijdte:
- Hoogte:
- Vleugeloppervlak:
- Leeggewicht:
- Beladen gewicht:
- Max takeoff gewicht:
- Max snelheid: 110 km/u
- Bereik: 500 km
- Plafond:
- Motoren: 1×, 30 kW (40 hp)